# Anomacaulis flaccidus
Anomacaulis flaccidus är en bladmossart som först beskrevs av Franz Stephani, och fick sitt nu gällande namn av Riclef Grolle. Anomacaulis flaccidus ingår i släktet Anomacaulis och familjen Jamesoniellaceae. Inga underarter finns listade i Catalogue of Life.